# Seznam polkov po zaporednih številkah (200. - 249.)
Seznam polkov po zaporednih številkah - polki od 200. do 249.

## 200. polk
Pehotni
- 200. pehotni polk (ZDA)
- 200. strelski polk (ZSSR)
- 200. pehotni polk (Wehrmacht)
- 200. tankovskogrenadirski polk (Wehrmacht)

Oklepni/Tankovski
- 200. tankovski polk (ZSSR)

Artilerijski
- 200. havbični artilerijski polk (ZSSR)

## 201. polk
Pehotni
- 201. pehotni polk (Italija)
- 201. pehotni polk (ZDA)
- 201. strelski polk (ZSSR)

Oklepni/Tankovski
- 201. tankovski polk (ZSSR)
- 201. tankovski polk (Wehrmacht)

Artilerijski
- 201. poljskoartilerijski polk (ZDA)

## 202. polk
Pehotni
- 202. strelski polk (ZSSR)
- 202. pehotni polk (Italija)
- 202. pehotni polk (Wehrmacht)
- 202. grenadirski polk (Wehrmacht)
- 202. fusilirski polk (Wehrmacht)

Konjeniški
- 202. konjeniški polk (ZDA)

Oklepni/Tankovski
- 202. tankovski polk (ZSSR)
- 202. tankovski polk (Wehrmacht)

Artilerijski
- 202. poljskoartilerijski polk (ZDA)
- 202. havbični artilerijski polk (ZSSR)
- 202. Reitendes artilerijski polk (Wehrmacht)

## 203. polk
Pehotni
- 203. pehotni polk (Avstro-Ogrska)
- 203. strelski polk (ZSSR)
- 203. pehotni polk (Italija)
- 203. pehotni polk (Wehrmacht)
- 203. grenadirski polk (Wehrmacht)

Oklepni/Tankovski
- 203. tankovski polk (ZSSR)
- 203. tankovski polk (Wehrmacht)

Artilerijski
- 203. havbični artilerijski polk (ZSSR)
- 203. artilerijski polk (Wehrmacht)

## 204. polk
Pehotni
- 204. pehotni polk (Avstro-Ogrska)
- 204. pehotni polk (Italija)
- 204. strelski polk (ZSSR)
- 204. lovski polk (Wehrmacht)
- 204. pehotni polk (Wehrmacht)

Oklepni/Tankovski
- 204. tankovski polk (ZSSR)
- 204. tankovski polk (Wehrmacht)

Artilerijski
- 204. havbični artilerijski polk (ZSSR)

Zračnoobrambni
- 204. zračnoobrambni artilerijski polk (ZDA)

Letalski
- 204. lovski letalski polk (JLA)

## 205. polk
Pehotni
- 205. strelski polk (ZSSR)
- 205. pehotni polk (Italija)
- 205. pehotni polk (Wehrmacht)
- 205. grenadirski polk (Wehrmacht)

Oklepni/Tankovski
- 205. tankovski polk (ZSSR)

Artilerijski
- 205. obalni artilerijski polk (ZDA)
- 205. polk korpusne artilerije (ZSSR)
- 205. artilerijski polk (Wehrmacht)

Zračnoobrambni
- 205. zračnoobrambni artilerijski polk (ZDA)

## 206. polk
Pehotni
- 206. strelski polk (ZSSR)
- 206. gorski polk (Wehrmacht)
- 206. lovski polk (Wehrmacht)
- 206. pehotni polk (Italija)
- 206. pehotni polk (Wehrmacht)

Oklepni/Tankovski
- 206. tankovski polk (ZSSR)

Artilerijski
- 206. obalni artilerijski polk (ZDA)
- 206. poljskoartilerijski polk (ZDA)
- 206. lahki artilerijski polk (ZSSR)
- 206. artilerijski polk (Wehrmacht)

## 207. polk
Pehotni
- 207. strelski polk (ZSSR)
- 207. lovski polk (Wehrmacht)
- 207. pehotni polk (Italija)
- 207. pehotni polk (Wehrmacht)

Oklepni/Tankovski
- 207. tankovski polk (ZSSR)

Artilerijski
- 207. polk korpusne artilerije (ZSSR)
- 207. artilerijski polk (Wehrmacht)
- 207. obalni artilerijski polk kopenske vojske (Wehrmacht)

## 208. polk
Pehotni
- 208. strelski polk (ZSSR)
- 208. pehotni polk (Italija)
- 208. pehotni polk (Wehrmacht)
- 208. grenadirski polk (Wehrmacht)

Oklepni/Tankovski
- 208. tankovski polk (ZSSR)

Artilerijski
- 208. havbični artilerijski polk (ZSSR)
- 208. artilerijski polk (Wehrmacht)

## 209. polk
Pehotni
- 209. strelski polk (ZSSR)
- 209. pehotni polk (Italija)
- 209. pehotni polk (Wehrmacht)
- 209. grenadirski polk (Wehrmacht)

Oklepni/Tankovski
- 209. tankovski polk (ZSSR)

Artilerijski
- 209. polk korpusne artilerije (ZSSR)
- 209. artilerijski polk (Wehrmacht)

## 210. polk
Pehotni
- 210. pehotni polk (Italija)
- 210. strelski polk (ZSSR)

Oklepni/Tankovski
- 210. tankovski polk (ZSSR)

Artilerijski
- 210. havbični artilerijski polk (ZSSR)

## 211. polk
Pehotni
- 211. pehotni polk (Italija)
- 211. pehotni polk (ZDA)
- 211. strelski polk (ZSSR)
- 211. pehotni polk (Wehrmacht)
- 211. grenadirski polk (Wehrmacht)

Oklepni/Tankovski
- 211. tankovski polk (ZSSR)

Artilerijski
- 211. lahki artilerijski polk (ZSSR)
- 211. artilerijski polk (Wehrmacht)

## 212. polk
Pehotni
- 212. strelski polk (ZSSR)
- 212. pehotni polk (Italija)
- 212. pehotni polk (Wehrmacht)
- 212. grenadirski polk (Wehrmacht)

Oklepni/Tankovski
- 212. tankovski polk (ZSSR)

Artilerijski
- 212. havbični artilerijski polk (ZSSR)
- 212. artilerijski polk (Wehrmacht)

## 213. polk
Pehotni
- 213. strelski polk (ZSSR)
- 213. pehotni polk (Italija)
- 213. pehotni polk (Wehrmacht)
- 213. grenadirski polk (Wehrmacht)

Oklepni/Tankovski
- 213. tankovski polk (ZSSR)

Artilerijski
- 213. artilerijski polk (ZSSR)
- 213. artilerijski polk (Wehrmacht)

## 214. polk
Pehotni
- 214. pehotni polk (Italija)
- 214. strelski polk (ZSSR)

Oklepni/Tankovski
- 214. tankovski polk (ZSSR)

Aviacijski
- 214. aviacijski polk (ZDA)

Artilerijski
- 214. obalni artilerijski polk (ZDA)
- 214. poljskoartilerijski polk (ZDA)
- 214. lahki artilerijski polk (ZSSR)
- 214. artilerijski polk (Wehrmacht)

## 215. polk
Pehotni
- 215. strelski polk (ZSSR)
- 215. pehotni polk (Italija)
- 215. pehotni polk (Wehrmacht)
- 215. grenadirski polk (Wehrmacht)

Oklepni/Tankovski
- 215. tankovski polk (ZSSR)

Artilerijski
- 215. obalni artilerijski polk (ZDA)
- 215. lahki artilerijski polk (ZSSR)
- 215. artilerijski polk (Wehrmacht)

## 216. polk
Pehotni
- 216. strelski polk (ZSSR)
- 216. pehotni polk (Italija)
- 216. pehotni polk (Wehrmacht)
- 216. grenadirski polk (Wehrmacht)

Oklepni/Tankovski
- 216. tankovski polk (ZSSR)

Artilerijski
- 216. havbični artilerijski polk (ZSSR)
- 216. artilerijski polk (Wehrmacht)

## 217. polk
Pehotni
- 217. strelski polk (ZSSR)
- 217. pehotni polk (Italija)
- 217. pehotni polk (Wehrmacht)
- 217. grenadirski polk (Wehrmacht)

Oklepni/Tankovski
- 217. tankovski polk (ZSSR)

Artilerijski
- 217. havbični artilerijski polk (ZSSR)
- 217. artilerijski polk (Wehrmacht)

## 218. polk
Pehotni
- 218. pehotni polk (Italija)
- 218. pehotni polk (ZDA)
- 218. strelski polk (ZSSR)
- 218. gorski polk (Wehrmacht)
- 218. lovski polk (Wehrmacht)
- 218. pehotni polk (Wehrmacht)

Oklepni/Tankovski
- 218. tankovski polk (ZSSR)

Artilerijski
- 218. poljskoartilerijski polk (ZDA)
- 218. lahki artilerijski polk (ZSSR)
- 218. artilerijski polk (Wehrmacht)

## 219. polk
Pehotni
- 219. pehotni polk (Italija)
- 219. strelski polk (ZSSR)
- 219. grenadirski polk (Wehrmacht)

Oklepni/Tankovski
- 219. tankovski polk (ZSSR)

Artilerijski
- 219. havbični artilerijski polk (ZSSR)
- 219. artilerijski polk (Wehrmacht)

## 220. polk
Pehotni
- 220. pehotni polk (Italija)
- 220. pehotni polk (ZDA)
- 220. strelski polk (ZSSR)
- 220. pehotni polk (Wehrmacht)
- 220. grenadirski polk (Wehrmacht)

Oklepni/Tankovski
- 220. tankovski polk (ZSSR)

Artilerijski
- 220. lahki artilerijski polk (ZSSR)
- 220. artilerijski polk (Wehrmacht)

## 221. polk
Pehotni
- 221. pehotni polk (Italija)
- 221. strelski polk (ZSSR)
- 221. grenadirski polk (Wehrmacht)

Oklepni/Tankovski
- 221. tankovski polk (ZSSR)

Artilerijski
- 221. poljskoartilerijski polk (ZDA)
- 221. lahki artilerijski polk (ZSSR)
- 221. artilerijski polk (Wehrmacht)

## 222. polk
Pehotni
- 222. strelski polk (ZSSR)
- 222. pehotni polk (Italija)
- 222. pehotni polk (Wehrmacht)
- 222. grenadirski polk (Wehrmacht)

Oklepni/Tankovski
- 222. tankovski polk (ZSSR)

Artilerijski
- 222. poljskoartilerijski polk (ZDA)
- 222. artilerijski polk (ZSSR)
- 222. artilerijski polk (Wehrmacht)

Aviacijski
- 222. aviacijski polk (ZDA)

## 223. polk
Pehotni
- 223. pehotni polk (Italija)
- 223. pehotni polk (ZDA)
- 223. strelski polk (ZSSR)
- 223. grenadirski polk (Wehrmacht)

Oklepni/Tankovski
- 223. tankovski polk (ZSSR)

Artilerijski
- 223. lahki artilerijski polk (ZSSR)
- 223. artilerijski polk (Wehrmacht)

## 224. polk
Pehotni
- 224. pehotni polk (Italija)
- 224. strelski polk (ZSSR)

Oklepni/Tankovski
- 224. tankovski polk (ZSSR)

Artilerijski
- 224. poljskoartilerijski polk (ZDA)
- 224. lahki artilerijski polk (ZSSR)

Aviacijski
- 224. aviacijski polk (ZDA)

## 225. polk
Pehotni
- 225. pehotni polk (Italija)
- 225. strelski polk (ZSSR)
- 225. grenadirski polk (Wehrmacht)

Oklepni/Tankovski
- 225. tankovski polk (ZSSR)

Artilerijski
- 225. havbični artilerijski polk (ZSSR)
- 225. artilerijski polk (Wehrmacht)
- 225. artilerijski nadomestni polk (Wehrmacht)

## 226. polk
Pehotni
- 226. strelski polk (ZSSR)
- 226. pehotni polk (Italija)
- 226. pehotni polk (Wehrmacht)
- 226. grenadirski polk (Wehrmacht)

Artilerijski
- 226. havbični artilerijski polk (ZSSR)
- 226. artilerijski polk (Wehrmacht)

## 227. polk
Pehotni
- 227. strelski polk (ZSSR)
- 227. lovski polk (Wehrmacht)
- 227. pehotni polk (Italija)
- 227. pehotni polk (Wehrmacht)
- 227. grenadirski polk (Wehrmacht)

Artilerijski
- 227. havbični artilerijski polk (ZSSR)
- 227. artilerijski polk (Wehrmacht)

## 228. polk
Pehotni
- 228. strelski polk (ZSSR)
- 228. lovski polk (Wehrmacht)
- 228. pehotni polk (Italija)
- 228. pehotni polk (Wehrmacht)

Artilerijski
- 228. havbični artilerijski polk (ZSSR)
- 228. artilerijski polk (Wehrmacht)

Aviacijski
- 228. aviacijski polk (ZDA)

## 229. polk
Pehotni
- 229. strelski polk (ZSSR)
- 229. lovski polk (Wehrmacht)
- 229. pehotni polk (Italija)
- 229. pehotni polk (Wehrmacht)

Aviacijski
- 229. aviacijski polk (ZDA)

Artilerijski
- 229. poljskoartilerijski polk (ZDA)
- 229. polk korpusne artilerije (ZSSR)
- 229. artilerijski polk (Wehrmacht)

## 230. polk
Pehotni
- 230. strelski polk (ZSSR)
- 230. pehotni polk (Italija)
- 230. pehotni polk (Wehrmacht)
- 230. fusilirski polk (Wehrmacht)

Artilerijski
- 230. lahki artilerijski polk (ZSSR)
- 230. artilerijski polk (Wehrmacht)

## 231. polk
Pehotni
- 231. pehotni polk (Italija)
- 231. strelski polk (ZSSR)

Artilerijski
- 231. polk korpusne artilerije (ZSSR)
- 231. artilerijski polk (Wehrmacht)

## 232. polk
Pehotni
- 232. strelski polk (ZSSR)
- 232. pehotni polk (Italija)
- 232. pehotni polk (Wehrmacht)
- 232. grenadirski polk (Wehrmacht)

Artilerijski
- 232. havbični artilerijski polk (ZSSR)
- 232. artilerijski polk (Wehrmacht)

## 233. polk
Pehotni
- 233. strelski polk (ZSSR)
- 233. pehotni polk (Italija)
- 233. pehotni polk (Wehrmacht)
- 233. grenadirski polk (Wehrmacht)

Artilerijski
- 233. polk korpusne artilerije (ZSSR)
- 233. artilerijski polk (Wehrmacht)

Zračnoobrambni
- 233. zračnoobrambni artilerijski polk (ZDA)

## 234. polk
Pehotni
- 234. strelski polk (ZSSR)
- 234. pehotni polk (Italija)
- 234. pehotni polk (Wehrmacht)
- 234. grenadirski polk (Wehrmacht)

Artilerijski
- 234. lahki artilerijski polk (ZSSR)
- 234. artilerijski polk (Wehrmacht)

## 235. polk
Pehotni
- 235. strelski polk (ZSSR)
- 235. pehotni polk (Italija)
- 235. pehotni polk (Wehrmacht)

Artilerijski
- 235. poljskoartilerijski polk (ZDA)
- 235. havbični artilerijski polk (ZSSR)
- 235. artilerijski polk (Wehrmacht)

## 236. polk
Pehotni
- 236. strelski polk (ZSSR)
- 236. pehotni polk (Italija)
- 236. pehotni polk (Wehrmacht)
- 236. grenadirski polk (Wehrmacht)

Artilerijski
- 236. polk korpusne artilerije (ZSSR)
- 236. artilerijski polk (Wehrmacht)

## 237. polk
Pehotni
- 237. pehotni polk (Italija)
- 237. strelski polk (ZSSR)

Artilerijski
- 237. havbični artilerijski polk (ZSSR)
- 237. artilerijski polk (Wehrmacht)

## 238. polk
Pehotni
- 238. strelski polk (ZSSR)
- 238. pehotni polk (Italija)
- 238. pehotni polk (Wehrmacht)

Artilerijski
- 238. havbični artilerijski polk (ZSSR)
- 238. artilerijski polk (Wehrmacht)

## 239. polk
Pehotni
- 239. strelski polk (ZSSR)
- 239. pehotni polk (Italija)
- 239. pehotni polk (Wehrmacht)
- 239. grenadirski polk (Wehrmacht)

Artilerijski
- 239. lahki artilerijski polk (ZSSR)
- 239. artilerijski polk (Wehrmacht)

## 240. polk
Pehotni
- 240. strelski polk (ZSSR)
- 240. pehotni polk (Italija)
- 240. pehotni polk (Wehrmacht)
- 240. grenadirski polk (Wehrmacht)

Artilerijski
- 240. obalni artilerijski polk (ZDA)
- 240. havbični artilerijski polk (ZSSR)
- 240. artilerijski polk (Wehrmacht)

Zračnoobrambni
- 240. zračnoobrambni raketni polk (Vojska Jugoslavije)

## 241. polk
Pehotni
- 241. strelski polk (ZSSR)
- 241. pehotni polk (Italija)
- 241. pehotni polk (Wehrmacht)
- 241. grenadirski polk (Wehrmacht)

Artilerijski
- 241. havbični artilerijski polk (ZSSR)
- 241. artilerijski polk (Wehrmacht)

## 242. polk
Pehotni
- 242. pehotni polk (Italija)
- 242. strelski polk (ZSSR)

Artilerijski
- 242. havbični artilerijski polk (ZSSR)
- 242. artilerijski polk (Wehrmacht)

## 243. polk
Pehotni
- 243. strelski polk (ZSSR)
- 243. pehotni polk (Italija)
- 243. pehotni polk (Wehrmacht)

Artilerijski
- 243. obalni artilerijski polk (ZDA)
- 243. havbični artilerijski polk (ZSSR)
- 243. artilerijski polk (Wehrmacht)

## 244. polk
Pehotni
- 244. strelski polk (ZSSR)
- 244. pehotni polk (Italija)
- 244. pehotni polk (Wehrmacht)

Artilerijski
- 244. lahki artilerijski polk (ZSSR)
- 244. artilerijski polk (Wehrmacht)

## 245. polk
Pehotni
- 245. strelski polk (ZSSR)
- 245. pehotni polk (Italija)
- 245. pehotni polk (Wehrmacht)
- 245. grenadirski polk (Wehrmacht)

Artilerijski
- 245. havbični artilerijski polk (ZSSR)
- 245. artilerijski polk (Wehrmacht)

Aviacijski
- 245. aviacijski polk (ZDA)

## 246. polk
Pehotni
- 246. strelski polk (ZSSR)
- 246. pehotni polk (Italija)
- 246. pehotni polk (Wehrmacht)
- 246. grenadirski polk (Wehrmacht)

Artilerijski
- 246. obalni artilerijski polk (ZDA)
- 246. poljskoartilerijski polk (ZDA)
- 246. havbični artilerijski polk (ZSSR)
- 246. artilerijski polk (Wehrmacht)

## 247. polk
Pehotni
- 247. strelski polk (ZSSR)
- 247. pehotni polk (Italija)
- 247. pehotni polk (Wehrmacht)

Artilerijski
- 247. havbični artilerijski polk (ZSSR)

## 248. polk
Pehotni
- 248. strelski polk (ZSSR)
- 248. pehotni polk (Italija)
- 248. pehotni polk (Wehrmacht)
- 248. grenadirski polk (Wehrmacht)

Artilerijski
- 248. lahki artilerijski polk (ZSSR)
- 248. artilerijski polk (Wehrmacht)

## 249. polk
Pehotni
- 249. strelski polk (ZSSR)
- 249. pehotni polk (Italija)
- 249. pehotni polk (Wehrmacht)

Artilerijski
- 249. obalni artilerijski polk (ZDA)
- 249. havbični artilerijski polk (ZSSR)